# 이천 서씨
이천 서씨(利川徐氏)는 경기도 이천시를 본관으로 하는 한국의 성씨이다.

## 역사
시조 서신일(徐神逸)의 아들 서필(徐弼)이 고려의 내의령(內議令), 손자 서희(徐熙)가 내사령(內史令), 증손자 서눌(徐訥)이 문하시중(門下侍中)을 역임하였고, 3대가 배향공신이 되었다.
신라 52대 효공왕(孝恭王) 때 아간대부(阿干大夫)를 지낸 서신일(徐神逸)이 시조이다. 이천(利川)이란 지명은 고려 태조 18년(935년) 왕건이 후백제를 정벌할 때 이곳에 살던 서신통(徐神通) 아들 서목(徐穆)(이천백.문하시중)이 강을 건너는 데 도움을 준 데서 비롯됐다.
이섭대천(利涉大川)
신라 52대 효공왕(孝恭王) 때 아간대부(阿干大夫)를 지낸 서신일(徐神逸)을 시조로 하고 있다. 그는 신라의 국운이 기울자 벼슬에서 물러나 이천 효양산(孝養山)에 들어가 스스로 처사라 하고 희성당(希聖堂)을 짓고 후진교육에 여생을 보냈다고 한다. 그 후 후손들이 은거지인 이천을 본관으로 삼았다고 한다. 서신일은 80살이 넘도록 자식이 없다가 신령의 아들이 환생한 사슴을 구해주고 아들을 얻었다고 전해지는데, 그렇게 얻은 아들이 서희(徐熙) 장군의 아버지 정민공(貞敏公) 서필(徐弼)이다. 서필은 광종 때 대광내의령(大匡內議令)으로 솔직한 간언으로 왕을 보필하여 두터운 신임을 받았다. 서희 역시 고려의 이름난 외교가이며 문무를 겸비한 명신이었다. 서희는 거란의 침입을 탁월한 화술로 굴복시켜 물러가게 했으며 압록강을 국토의 경계로 확정짓는데 중요한 기틀을 마련하였다. 후손들 역시 고려 왕조의 충신으로 가문을 빛냈으며, 조선이 개국된 후에도 절개를 지켰다. 이천서씨는 인주(인천)이씨, 해주최씨, 남양홍씨와 더불어 고려시대 4대 명문가문으로 꼽힌다.
이처럼 이천서씨는 고려 황제국 건국에 협력해 내의령 서필(徐弼 종1품) 평장사 서봉(徐逢 정2품), 내사령 서희(徐熙 종1품), 문하시중 서눌(徐訥 종1품) 좌복야 서유걸(徐惟傑 정2품) 장야서령 서유위(徐惟偉) 달성군 서주행(徐周行),원목왕후,형부상서 서준방(徐俊邦) 연성군 서준영(徐俊英 정3품) 문하시중 봉 희양대군 서수 (徐琇 종1품) 판삼사사 서정(徐靖 종1품) 병부상서 태원군(太源君) 서존(徐存 정3품) 군기소윤 서한(徐閈),좌복야 서균(徐均 정2품) 판대부사 서린(徐嶙 종2품), 서석(徐碩)(시랑평장사 정2품), 좌복야 서진부(徐振扶 정2품),평장사 서성(徐成 정2품) 동지추밀사 서순(徐淳(諄) 종2품) 판삼사사 서공(徐恭 종1품) 7대가 연이어 재상에 오르는 고려 최고의 명문 귀족가문이 됐다.
무신란 이후에도 이부판사 서신(徐愼 종1품),봉성군 서약진(徐若珍),좌복야 서효리 (徐孝理 정2품),밀직사사 서무질(徐無疾 종2품),중추원사 서숭조(徐崇祖 종2품),판도판서 서진(徐晉 정3품),승지 서욱(徐勖), 부령 서익(徐翼),문하찬성사 서기준(徐奇俊 종2품),정당문학 서희팔(徐希八 정2품),판내시부사 서춘(徐椿 종2품), 문하시중 서릉(徐稜 종1품),대광내의령 서린(徐鱗 종1품), 판도판서 서적(徐迪), 문하시중 서원경(徐元敬 종1품),문하찬성사 서영(徐穎 종2품),동지밀직사사 서신계(徐臣桂 종2품),승지 서녕(徐寧), 판밀직사 서념(徐恬 종2품),판내부사사 서진(徐璡 종2품) 평장사 서충(徐忠 정2품) 평장사 서윤(徐玧 정2품), 판사재사 서효손(徐孝孫 종2품),진현관대제학 서성윤(徐成允 정2품),밀직사 서원(徐遠 종2품), 추밀원사 서후상(徐後祥 종2품), 평장사 서희찬(徐希贊 정2품),밀직사 서영계(徐永桂 종2품), 밀직사 서천량(徐天亮 종2품), 봉익대부 서윤현(徐允顯 종2품),정당문학 서균형(徐鈞衡 종2품),평장사 서인한(徐仁漢 정2품) ,문하시중 서신(徐信 종1품),병부령 서수(徐秀 정2품) ,예빈사 소윤 서첨(徐詹),병부낭중 서저(徐氐), 판도좌랑 서평(徐坪), 예빈소경 서광(徐珖), 감찰어사 서의(徐義),계성군 서원기(徐原奇) 주부 서면(徐冕), 소감 서정(徐程),사인 서단(徐亶),병부시랑 서장기(徐長己),주부 서경의(徐聲宜),소감 서화흡(徐化洽),축하사절 서조(徐助),예빈시윤 서추(徐諏), 어사중승 서염(徐琰), 집의 서연(徐延),내의시랑 서희적(徐希積),병부상서 서희량(徐希亮 정3품),승지 서령(徐領),생원 서영보(徐永甫),중정대부 서선(徐瑄), 만호 서혼(徐琿),소감 서황(徐晃),통직랑 서중린(徐仲麟),별가 서윤공(徐允公),호조전서 서의(徐議 정3품), 병부시랑 서의(徐誼), 병부시랑 서간(徐諫),소감 서시의(徐時義),판전객시사 서익진(徐益進),감무 서천부(徐天富),태관서령 서공기(徐公騏),전공총랑 서능준(徐能(陵)俊),판내부시사 서정수(徐貞壽),요동진무사 서현(徐顯),사마 서관(徐寬) ,판도찬중 서원절(徐元節),비인현사 서유(徐愈), 성균관진사 서문찬(徐文贊) 주부동정 서무(徐茂),봉례공 서박(徐樸),연산공 서직(徐稷), 전서 서의(徐義 정3품),봉정대부 서호덕(徐好德) 등 15대 대대로 많은 재상을 배출하였다.
상장군 서보(徐甫 상서우복야.정2품),서유(徐裕),서균한(徐均漢),서민경(徐敏敬),서찬(徐贊),서돈경(徐敦敬),서정희(徐廷希),서홍찬(徐洪贊),서인조(徐仁朝),상호군 서응려(徐應呂),대장군 서후(徐厚),서희(徐曦),서준(徐俊),대호군 서찬(徐贊),장군 서지(徐趾),서칭(徐贊),서정(徐挺),서광순(徐光純),서금광(徐金光) ,중낭장 서긍(徐肯),서찬(徐贊),서정(徐靖),서오(徐敖),시중랑 서문한(徐文漢),호장 서필중(徐必中),서전금(徐田金),서순인(徐純仁),서복(徐福),서자번(徐自蕃) 등이 이름을 드높였다.
대학자로 서시랑도 서석(徐碩 정2품),박사 서선(徐禪),삼국사기 서안정(徐安貞),국성전교수 서인(徐諲),고려화가 서구방(徐九方),고려음악가 승지 서온(徐溫),고려국사 원묘국사 요세(了世),고려대사 서영관, 고려 효자 서식(徐湜),고려 혁명가 서언(徐彦),낭장 서준명(徐俊明),교위 서유정(徐惟挺),서규(徐規)가 화려한 명맥을 유지했다.
고려 황제국 충신으로 사재승 서숭(徐崧),서대창(徐大昌),서필중(徐必重),진봉사 서방(徐昉),위위경지 태사국사 서웅(徐雄),합문통사사인 서연(徐延),예빈시윤 서찬(徐瓚),사복부령 서염(徐廉),정치도감 좌랑 서호(徐浩),항적 서효관(徐孝寬),내수 서양수(徐良守), 기거사인 서언 (徐彦),생원 서복례(徐復禮),공조전서 서보(徐輔), 직제학 서중보(徐仲輔), 중생원 서희준(徐希俊), 사재감정 서광준(徐光俊),통훈대부 서운(徐暈), 장령 서견(徐甄)은 조선이 건국된 뒤에도 충절을 지켜 끝내 벼슬에 오르지 않아 시흥의 충현서원(忠賢書院)에 제향됐다.
조선시대 문과 급제자 23명을 배출하였다.

## 항렬자
1524년 《갑신보(甲申譜)》가 최초로 발간되었고 1763년 《계미보서(癸未譜序)》를 발간했다. 다음은 1845년 을미보를 발간할 때 수록된 항렬자이다.
| 27세          | 28세              | 29세          | 30세              | 31세          | 32세              | 33세          | 34세              | 35세          | 36세              | 37세          | 38세              | 39세          | 40세              | 41세          | 42세              | 43세          | 44세              | 45세          | 46세              | 47세          | 48세              |
| ------------- | ----------------- | ------------- | ----------------- | ------------- | ----------------- | ------------- | ----------------- | ------------- | ----------------- | ------------- | ----------------- | ------------- | ----------------- | ------------- | ----------------- | ------------- | ----------------- | ------------- | ----------------- | ------------- | ----------------- |
| 종(鍾) 만(萬) | 口량(亮) 口구(九) | 운(雲) 상(商) | 口하(河) 口은(殷) | 무(茂) 성(成) | 口기(紀) 口범(範) | 용(鏞) 강(康) | 口택(澤) 口장(章) | 성(聖) 연(延) | 口발(發) 口규(揆) | 경(敬) 효(孝) | 口건(建) 口겸(謙) | 연(演) 인(寅) | 口흥(興) 口경(卿) | 근(根) 진(振) | 口귀(龜) 口민(民) | 헌(獻) 남(南) | 口수(洙) 口래(來) | 재(載) 중(重) | 口준(遵) 口유(猷) | 계(戒) 의(義) | 口현(鉉) 口준(埈) |